# Life Goes On (album de Carla Bley)
Pour les articles homonymes, voir Life Goes On.
Albums de Carla Bley, Andy Sheppard, Steve Swallow
Andando el tiempo
(2016)
Life Goes On est un album de la pianiste et compositrice de jazz Carla Bley, du saxophoniste Andy Sheppard et du bassiste Steve Swallow sorti en 2020 chez ECM.
Cette formation a précédemment enregistré Songs with Legs en 1994, Trios en 2013 puis Andando el tiempo en 2016.

## À propos de l'album
Carla Bley a raconté lors d'interviews qu'elle aimerait bien écrire pour big band, mais que le contexte économique ne lui permet pas. Pour autant, son trio s'avère avec le temps être « comme la combinaison orchestrale la plus appropriée à l'expression de l'essence de sa musique ».
L'entente entre les trois musiciens est effectivement exceptionnelle, comme le raconte Bley :

« Nous avons appris à respirer ensemble lorsque nous jouons. J’entends nos voix dans ma tête quand je compose pour le groupe. J’aime particulièrement le flux conversationnel que le format du trio permet. Nous sommes essentiellement un orchestre de musique de chambre et ça me permet d'écrire de la musique sans éclat ni exagération. Une musique réduite à ses éléments les plus basiques. Ce format exige également de chacun d'entre nous qu'il improvise dans le caractère de la composition, ce qui est à la fois un défi, et les bons soirs, une intense satisfaction. »

— Carla Bley, Charleston City Paper.
Carla Bley, âgée de 81 ans au moment de l'enregistrement de l'album, a été opérée d'une tumeur du cerveau. Le titre de l'album (et de la suite éponyme), « La vie continue », fait référence  à cet épisode.
La photo de la pochette est issue de la même séance que celle de Trios et Andando el tiempo.

## À propos de la musique
L'album présente trois suites, que le groupe a pu affiner pendant trois ans au cours de concerts donnés en Europe et aux États-Unis.
La musique évoque Erik Satie.

### Life Goes On
Life Goes On est une suite en quatre parties, formant une histoire sur la mortalité.  Carla Bley l'a écrite après avoir été opérée d'une tumeur du cerveau.
La suite débute par un blues de 12 mesures, lent, stoïque et sexy que Bley attaque d'abord à la basse, avant d'être rejointe par Swallow et Sheppard.  
On est une ballade amoureuse évoquant Ask Me Now de Thelonious Monk, construite sur un motif d'accords descendants.
And On est une danse à trois temps joyeuse. Le morceau pourrait être une variation autour du Giant Steps de John Coltrane.
And Then One Day joue aussi sur la tradition du jazz moderne, évoquant le standard On Green Dolphin Street ou Totem Pole de Lee Morgan. Débutant par un motif joué par Bley et Sheppard, le morceau est plus dissonant et tendu. Il navigue entre le tango lascif, et un rythme plus dansant à quatre temps. Il se termine abruptement, laissant la musique en suspens,.

### Beautiful Telephones
Cette suite est inspirée par une remarque de Donald Trump en 2017 : alors qu'il découvre son nouveau bureau à la Maison-Blanche, il s'enthousiasme sur « les plus beaux téléphones [qu'il a] utilisés dans [s]a vie »,. Pour Bley, c'est « un morceau qui est d’abord excité puis impatient puis de nouveau excité et qui finalement ne cesse de changer. Rien ne dure ici parce qu’avec la capacité de concentration du président la musique se doit d’être toujours en mouvement ».
La musique est doucement contestataire, loin des hymnes révolutionnaires que Bley a écrit pour le Liberation Music Orchestra de Charlie Haden, mais convient bien à l'élégance douce du trio. Pleine d'humour, ironique et moqueuse, la suite comprend des citations de chants patriotiques américains : The Star-Spangled Banner, Yankee Doodle ou encore Hail to the Chief. On y trouve également un allusion à la Marche funèbre de Chopin, et le morceau se termine par les quatre dernières mesures de My Way. La musique peut évoquer Bernard Hermann.

### Copycat
Copycat est construit sur un appel et réponse, chaque musicien s'exprimant à tour de rôle, se répondant et explorant différentes idées musicales.
After You (« après vous ») s'ouvre par une mélodie langoureuse et mélancolique jouée par Sheppard, suivi par Swallow. Soutenus par Bley, les deux musiciens se rejoignent. Bley joue un motif court et ironique sur Follow the Leader (« suivez le chef »).
Sur Copycat (« copieur, imitateur ») les musiciens conversent avec légèreté. Le morceau se termine avec le sourire sur un triolet en unisson : les trois musiciens se retrouvent enfin ensemble.

## Réception critique
La critique est élogieuse sur l'album : France Musique, NPR, Jazz Journal, Jazz Views, DownBeat, Jazz Thing, etc.
Pour Jim Macnie (JazzTimes), « l'alchimie du groupe est ultra-raffinée lors de cette session ; le partage des tâches savamment orchestré apporte une sérénité interrogative à cette musique de chambre improvisée ». Pour Mike Hobart (Financial Times, octobre 2019), « l'écriture de Bley transcrit des ambiances fortes avec des structures robustes, des lignes clairsemées et des accords clairs, et quand elle improvise, elle va à l'essentiel, sans virtuosité ni excès. Beaucoup de choses tournent autour du placement d'une seule note, tandis que des lignes simples provoquent des émotions complexes avec une touche sardonique ».
Pour Nicole Videmann (Latins de jazz), « minimaliste et légère, riche en émotions et en contrastes, ludique et un brin sophistiquée, la musique de Carla Bley et de son trio interroge le silence et stimule l'imagination. Pourvoyeuse de grâce et de sérénité, elle réconforte et engage à la contemplation. Poétique et sobre, Life Goes On recèle en son cœur l'essence même de l’art singulier du trio de Carla Bley. Entre silence et grâce, la vie continue ». Dans PAN M 360, Steve Naud écrit : « tout au long de la première des trois suites qui composent ce disque, le jeu espiègle de la pianiste, le son chaleureux de la basse électrique de Swallow et l’approche raffinée mais jamais empesée de Sheppard soufflent sur tout ce qui pourrait s’apparenter à de la poussière ». Pour Xavier Prévost (Les Dernières nouvelles du jazz), « de plage en plage la magie opère, et soudain va sourdre l'humour indestructible de Carla. Magnifique, de bout en bout. Chant du cygne ? On espère que non, pour elle et eux comme pour nous ».

## Liste des pistes
Toute la musique est composée par Carla Bley.
| No | Morceaux             | Parties           | Durée | Total |
| -- | -------------------- | ----------------- | ----- | ----- |
| 1  | Life Goes On         | Life Goes On      | 6:00  | 23:58 |
| 1  | Life Goes On         | On                | 4:46  | 23:58 |
| 1  | Life Goes On         | And On            | 4:10  | 23:58 |
| 1  | Life Goes On         | And Then One Day  | 9:02  | 23:58 |
| 2  | Beautiful Telephones | I                 | 4:35  | 17:04 |
| 2  | Beautiful Telephones | II                | 6:13  | 17:04 |
| 2  | Beautiful Telephones | III               | 6:16  | 17:04 |
| 2  | Copycat              | After You         | 5:09  | 15:37 |
| 2  | Copycat              | Follow the Leader | 0:17  | 15:37 |
| 2  | Copycat              | Copycat           | 9:51  | 15:37 |